# Città di Broken Hill
La città di Broken Hill è una local government area che si trova nel Nuovo Galles del Sud. Essa si estende su una superficie di 170 chilometri quadrati e ha una popolazione di 18.517 abitanti. La sede del consiglio si trova a Broken Hill.